# Zach Graham
Zachary Darnell Graham, detto Zach (Suwanee, 28 marzo 1989), è un cestista statunitense.

## Palmarès

### Squadra
- Coppa Intercontinentale: 1

Guaros de Lara: 2016
- FIBA Americas League: 1

Guaros de Lara: 2017

### Individuale
- MVP Coppa Intercontinentale:1

Guaros de Lara: 2016